# Yutjuwalia nyalma
Yutjuwalia nyalma är en insektsart som beskrevs av Rentz, D.C.F. 2001. Yutjuwalia nyalma ingår i släktet Yutjuwalia och familjen vårtbitare. Inga underarter finns listade i Catalogue of Life.